# Ludovic al VIII-lea al Franței
Ludovic al VIII-lea al Franței (franceză Louis VIII de France), (n. 5 septembrie 1187, Paris, Regatul Franței – d. 8 noiembrie 1226, Montpensier, Auvergne, Franța) a fost rege al Franței în perioada 1223-1226.
S-a născut la Paris, ca fiu al regelui Filip al II-lea și al Isabellei de Hainaut. Era supranumit Ludovic "Inimă de Leu".

## Prințul Ludovic

### Căsătorie
În vara anului 1195, s-a sugerat o căsătorie între Ludovic și Eleanor de Bretania, nepoata regelui Richard I al Angliei, pentru crearea unei alianțe între Filip al II-lea și Richard, însă planul a eșuat. Acest lucru a deteriorat brusc relațiile între Richard și Filip.
La 23 mai 1200, Ludovic în vârstă de 12 ani s-a căsătorit cu Blanche a Castiliei, în urma negocierilor prelungite dintre Filip al II-lea și unchiul lui Blanche, Ioan al Angliei.

### Campania din 1214

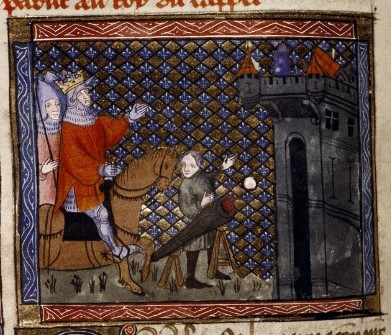
Ludovic, fiu al lui Filip August, 1214

În 1214 regele Ioan al Angliei și-a început campania lui finală de a recupera Normandia de la Filip al II-lea. Ioan era optimist deoarece încheiase alianțe de succes cu împăratul Otto al IV-lea, contele Renaud de Boulogne și contele Ferdinand de Flandra. Planul lui Ioan era de a împărți forțele lui Filip, împingându-le la nord-est de Poitou spre Paris, în timp ce Otto, Renaud și Ferdinand sprijiniți de William Longespée, conte de Salisbury, urmau să mărșăluiască spre sud-vest de Flandra.
Întrucât Filip al II-lea August a preluat comanda pe frontul de nord împotriva împăratului și a aliaților săi, el a dat fiului său Ludovic comanda pe frontul împotriva posesiunilor Plantagenet din mijlocul Franței. Prima parte a campaniei a mers bine pentru partea engleză, care a recuperat comitatul Anjou, până la sfârșitul lunii iunie. Ioan a asediat castelul de la Roche-au-Moine, o fortăreață cheie, forțându-l pe Ludovic să lupte împotriva unei părți mai mari a armatei lui Ioan.
La scurtă vreme, Filip al II-lea August a câștigat lupta grea de la Bouvines în nord împotriva lui Otto și a altor aliați ai lui Ioan, punând capăt speranței lui Ioan de a recuperara Normandia.

### Pretendent la tronul Angliei
În 1215, baronii englezi s-au răzvrătit în primul război al baronilor împotriva nepopularului rege Ioan al Angliei (1199-1216). Baronii i-au oferit tronul Prințului Ludovic, care a ajuns fără opoziție pe insula Thanet din Anglia, în capul armatei sale, la  21 mai 1216. A existat o rezistență mică atunci când Prințul a intrat în Londra; la Catedrala St Paul, Ludovic a fost proclamat rege, cu mare pompă și sărbătoare, în prezența tuturor din Londra. Chiar dacă el nu a fost încoronat, mulți nobili, precum și regele Alexandru al II-lea al Scoției (1214-1249), pentru terenurile sale din Anglia, s-au adunat pentru a-i oferi un omagiu.
La 14 iunie 1216, Ludovic a capturat Winchester și curând a controlat mai mult de jumătate din regatul Angliei. Dar atunci când se părea că Anglia era a lui, moartea regelui Ioan, în octombrie 1216, a cauzat multe rebeliuni în favoarea fiului de 9 ani al lui Ioan, Henric al III-lea.
Cu William Marshall, conte de Pembroke în calitate de regent, un apel pentru englezi "pentru a apăra țara noastră" împotriva francezilor a dus la o inversare a norocului pe câmpul de luptă. După ce armata sa a fost înfrântă în Bătălia de la Lincoln (20 mai 1217) și forțele sale navale, conduse de Eustace Călugărul, au fost învinse în Bătălia de la Sandwich (24 august 1217), el a fost obligat să facă pace cu englezii.
Prevederile principale ale Tratatului de la Lambeth au fost o amnistie pentru rebelii englezi; Ludovic s-a angajat să nu atace din nou Anglia și 10.000 de mărci urmau să fie acordate lui Ludovic. Efectul tratatului a fost că Ludovic a fost de acord că nu a fost niciodată regele legitim al Angliei.

## Regele Ludovic al VIII-lea

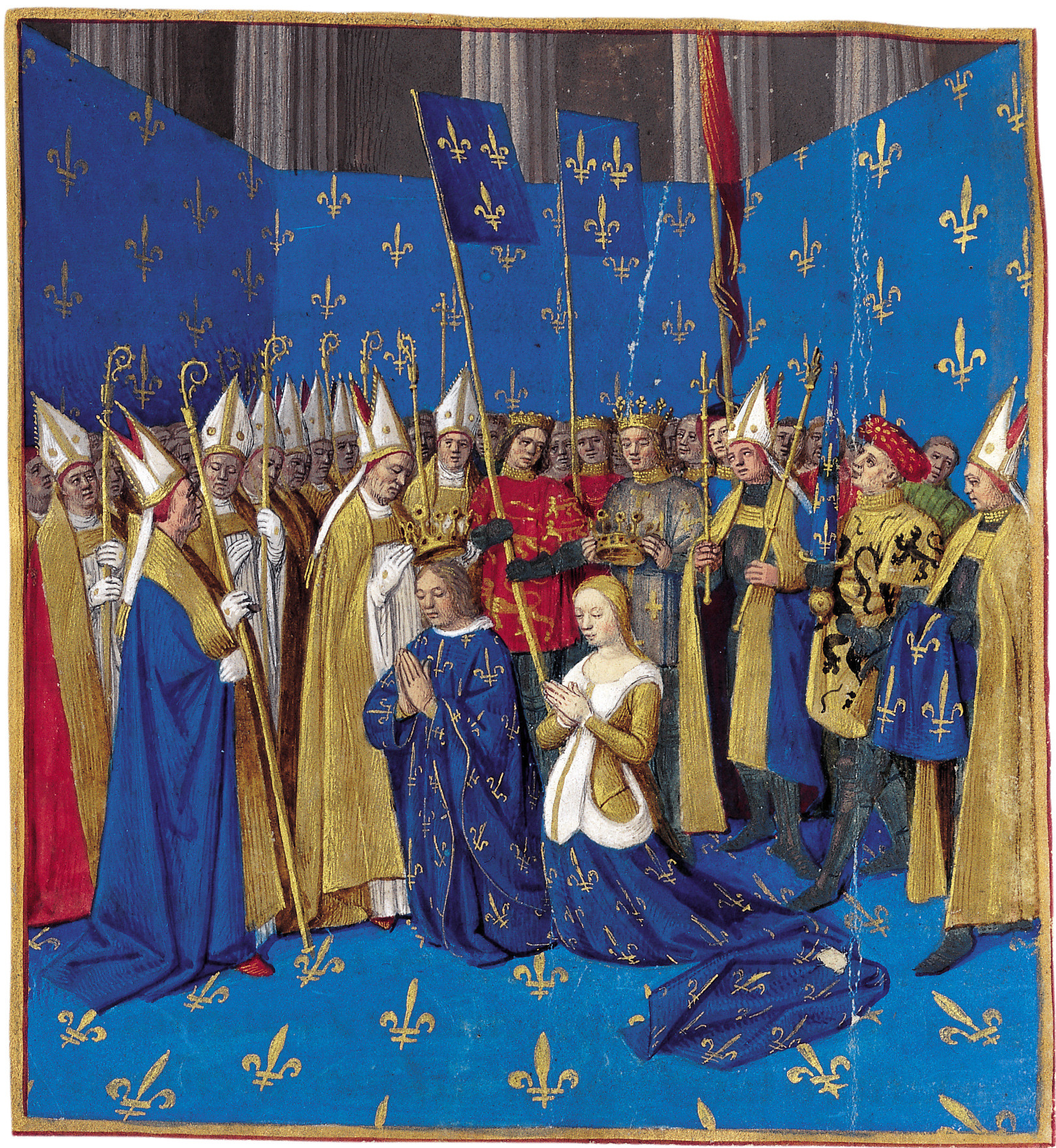
Încoronarea regelui Ludovic al VIII-lea și a reginei Blanche a Castiliei la Reims în 1223; pictură din anii 1450

Ludovic al VIII-lea i-a succedat tatălui său la 14 iulie 1223; încoronarea a avut loc la 6 august în același an la catedrala de la  Reims. Ca rege, el a continuat să se răzbune pe Casa de Plantagenet și a confiscat Poitou și Saintonge de la ei. A urmat confiscarea Avignon și Languedoc.
La 1 noiembrie 1223, el a emis o ordonanță care interzicea funcționarilor săi să înregistreze creanțe datorate evreilor, inversând astfel politicile stabilite de către tatăl său, Filip al II-lea Augustus. Camăta era ilegală pentru creștinii practicanți. Conform legii bisericești camăta era văzută ca un viciu, în care oamenii profitau de nenorocirea altora (cum ar fi jocurile de noroc), și a fost sancționată prin excomunicare. Cu toate acestea, deoarece evreii nu erau creștini, nu au putut fi excomunicați. Interzicerea lui Ludovic al VIII-lea a fost o încercare de a rezolva această problemă juridică care a fost o sursa constanta de fricțiuni între biserică și stat.
În timp ce se întorcea la Paris, regele Ludovic al VIII-lea s-a îmbolnăvit de dizenterie și a murit la 8 noiembrie 1226, la castelul de la Montpensier, la vârsta de 39 de ani. A fost succedat de fiul său cel mare, Ludovic al IX-lea al Franței.